# Flamingo Road (película)
Flamingo Road (1949) es una película estadounidense dirigida por Michael Curtiz y protagonizada en sus papeles principales por Joan Crawford, Zachary Scott, Sydney Greenstreet y David Brian. El guion de Robert Wilder se basó en una pieza teatral de 1946 escrita por Wilder y su esposa Sally, inspirada en la novela homónima de Robert Wilder de 1942.
Se trata de un intenso y complejo melodrama sureño de venganzas producido por Jerry Wald con música de Max Steiner distribuido por los hermanos Warner. Con un presupuesto de 1.528.000 dólares obtuvo 2.226.300 dólares de beneficio en los Estados Unidos y 633.000 en el extranjero, por lo que fue para el estudio la más exitosa de ese año. Destaca en especial la sombría visión que ofrece de la corrupción política en el sur de los Estados Unidos y del malvado sheriff Titus Temple, retorcido y sin escrúpulos, interpretado por un Sydney Greenstreet en estado de gracia.

## Argumento
La bailarina Lane Bellamy, que actúa en la ciudad sureña de Boldon City, es llevada a la cárcel a causa de las mentiras del corrupto sheriff Titus Temple, quien actúa como una especie de eminencia gris que es en realidad el dueño de la ciudad y además arruina su noviazgo con un político al que patrocina; para vengarse Lane se casa con un hombre de negocios de la ciudad, Dan Reynolds.

## Reparto
- Joan Crawford como Lane Bellamy
- Zachary Scott como Fielding Carlisle
- Sydney Greenstreet como Sheriff Titus Semple
- Gladys George como Lute Mae Sanders
- David Brian como Dan Reynolds
- Virginia Huston como Annabelle Weldon
- Fred Clark como el Dr. Waterson
- Gertrude Michael como Millie
- Tito Vuolo como Pete Ladas
- Alice White como Gracie
- Sam McDaniel como Boatright

## Crítica
Howard Barnes escribió en el New York Herald Tribune: «Joan Crawford se desenvuelve con habilidad en un papel completamente absurdo e indefinido... No es culpa de ella que no pueda manejar los complicados romances y giros argumentales en los que se ve involucrada». Bosley Crowther, de The New York Times la califica de «melodrama mezclado» en el que Crawford experimenta una serie de crisis. Variety la describió como «un vehículo para el lucimiento de Joan Crawford cargado de angustia, romance y aguda violencia».

## Adaptación
La película originó una serie de televisión estadounidense muy posterior, Flamingo Road (1980 - 1982).

## Vídeo
En 1998 la película fue lanzada en VHS por Warner Home Video, que también la publicó en DVD en 2008 como parte de The Joan Crawford Collection: Volume 2.
- Datos: Q781674